# Halle Berry
Halle Maria Berry [ˈhælɪ ˈbɛɹɪ], született Maria Halle Berry néven (Cleveland, 1966. augusztus 14. –) Oscar-, Primetime Emmy- és Golden Globe-díjas amerikai színésznő, modell, szépségkirálynő.
2002-ben a Szörnyek keringője című filmjével elnyerte a legjobb színésznőnek járó Oscar-díjat, a kategóriában első és napjainkig egyedüli afroamerikai színésznőként.
A 2000-es években a legjobban fizetett hollywoodi színésznők közé tartozott és producerként is kivette részét több filmjének elkészítésében. A színészet előtt modellként dolgozott, számos szépségversenyen kiemelkedő helyezéseket elérve. Első jelentősebb filmje a Bumeráng (1992) című romantikus vígjáték volt Eddie Murphy oldalán. Az évtized során feltűnt még A Flintstone család (1994) című családi vígjátékban, a Nyomd a sódert! (1998) című politikai vígjáték-drámában és a Fekete csillag (1999) című tévéfilmben – utóbbival egyebek mellett Primetime Emmy-díjat és Golden Globe-díjat is nyert.
2000-től olyan, nagy költségvetésű produkciókban szerepelt, mint az X-Men – A kívülállók (2000) című szuperhősfilm (a mutáns Ciklon szerepében), a Kardhal (2001) című bűnügyi thriller és a Halj meg máskor (2002) című James Bond-film. Ciklont az X-Men folytatásaiban is eljátszotta: X-Men 2. (2003), X-Men: Az ellenállás vége (2006). A 2010-es években megjelent filmjei között található a Felhőatlasz (2012) című sci-fi, A hívás (2013) című bűnügyi thriller és az X-Men: Az eljövendő múlt napjai (2014).

## Fiatalkora
Apja Jerome Berry afroamerikai beteghordozó, később buszsofőr, anyja Judith Ann Hawkins, az europid nagyrasszhoz tartozó ápolónő egyazon pszichiátriai intézményben dolgoztak. Eredeti két keresztnevét ötéves korában hivatalosan megcserélte. Egy testvére van, Heidi. Alkoholista, brutális apja elhagyta a családot.
A középiskolában aktív társadalmi életet élt, az iskolaújság szerkesztője, osztályelnök, szurkolókórus-vezető és bálkirálynő is volt.

## Pályafutása
Színészi karrierje előtt számos szépségversenyen vett részt: 17 évesen (1985) megnyerte a Miss Tini Amerika versenyt, majd egy évvel később, 1986-ban a Miss USA-t. 1989-ben már szerepelt a Living Dolls című sorozatban. Első komolyabb szerepe a Dzsungelláz című 1991-es filmdrámában volt. Ezt követte A Flintstone család (1994), a Nyomd a sódert! (1998), az X-Men – A kívülállók (2000) és annak folytatásai.
2001-ben a Szörnyek keringője szereplőjeként Oscar-díjat nyert, mint legjobb női főszereplő, a kategóriában első fekete bőrű színésznőként. 2002-ben a Halj meg máskor című James Bond-filmben Bond-lányt alakított. A Macskanő (2004) címszereplőjének megformálásáért Arany Málna díjat kapott legrosszabb színésznő kategóriában. A díjat személyesen vette át.

## Magánélete
1993 és 1997 között David Justice baseballjátékos, 2001 és 2005 között Eric Benét R&B zenész felesége volt. 2005 és 2010 között a nála tíz évvel fiatalabb Gabriel Aubry kanadai modellel élt együtt.
Berry elmondása alapján Az utolsó cserkész forgatása idején bántalmazó barátja úgy megütötte, hogy megsérült a dobhártyája és bal fülére 80%-ban elveszítette hallását. A színésznő sosem nevezte meg a tettest, de annyit elárult, „jól ismert személy Hollywoodban”. 2004-ben Berry akkori párja, Christopher Williams Wesley Snipest vádolta meg a bántalmazással és hozzátette: „Annyira unom már, hogy az emberek azt hiszik, én vagyok az [aki elkövette]. Wesley Snipes szakította be a dobhártyáját, nem én”.
2013 és 2016 között Olivier Martinez felesége volt. Jelenlegi partnere Van Hunt, énekes, dalszerző, producer. Két gyermeke született, az elsőt, Nahla Ariela Aubryt 42 éves korában hozta világra.
1-es típusú cukorbetegséggel él.

## Filmográfia

### Film
| Év   | Magyar cím                                           | Eredeti cím                       | Szerep                       | Magyar hang        | Rendező             |
| ---- | ---------------------------------------------------- | --------------------------------- | ---------------------------- | ------------------ | ------------------- |
| 1991 | Dzsungelláz                                          | Jungle Fever                      | Vivian                       | Báthory Orsolya    | Spike Lee           |
| 1991 | Csak semmi érzelem                                   | Strictly Business                 | Natalie                      |                    | Kevin Hooks         |
| 1991 | Csak semmi érzelem                                   | Strictly Business                 | Natalie                      | Rolando Hudson     |                     |
| 1991 | Az utolsó cserkész                                   | The Last Boy Scout                | Cory                         | Kökényessy Ági     | Tony Scott          |
| 1991 | Az utolsó cserkész                                   | The Last Boy Scout                | Cory                         | Oroszlán Szonja    | Tony Scott          |
| 1992 | Bumeráng                                             | Boomerang                         | Angela                       | Borbás Gabi        | Reginald Hudlin     |
| 1993 | Fater élve vagy halva                                | Father Hood                       | Kathleen Mercer              | Farkasinszky Edit  | Darrell Roodt       |
| 1993 | Út a csúcsra                                         | The Program                       | Autumn Haley                 | Farkasinszky Edit  | David S. Ward       |
| 1994 | A Flintstone család                                  | The Flintstones                   | Kénkövi Sharon Stone         | Kisfalvi Krisztina | Brian Levant        |
| 1995 | Bármi áron                                           | Losing Isaiah                     | Khaila Richards              | Rudolf Teréz       | Stephen Gyllenhaal  |
| 1996 | Tűzparancs                                           | Executive Decision                | Jean                         | Zakariás Éva       | Stuart Baird        |
| 1996 | Napsugár-futam                                       | Race the Sun                      | Sandra Beecher               | Farkasinszky Edit  | Charles T. Kanganis |
| 1996 | A gazdagság ára                                      | The Rich Man's Wife               | Josie Potenza                | Zakariás Éva       | Amy Holden Jones    |
| 1997 | Álmodik a nyomor                                     | B*A*P*S                           | Nisi                         | Farkasinszky Edit  | Robert Townsend     |
| 1998 | Nyomd a sódert!                                      | Bulworth                          | Nina                         | Kiss Erika         | Warren Beatty       |
| 1998 | Bolond szerelem                                      | Why Do Fools Fall In Love         | Zola Taylor                  | Németh Borbála     | Gregory Nava        |
| 2000 | X-Men – A kívülállók                                 | X-Men                             | Ororo Munroe / Ciklon        | Tátrai Zita        | Bryan Singer (1)    |
| 2001 | Kardhal                                              | Swordfish                         | Ginger Knowles               | Söptei Andrea      | Dominic Sena        |
| 2001 | Szörnyek keringője                                   | Monster's Ball                    | Leticia Musgrove             | Pikali Gerda       | Marc Forster        |
| 2002 | Halj meg máskor                                      | Die Another Day                   | Giacinta 'Jinx' Johnson      | Liptai Claudia     | Lee Tamahori        |
| 2003 | X-Men 2.                                             | X-Men 2                           | Ororo Munroe / Ciklon        | Tátrai Zita        | Bryan Singer (2)    |
| 2003 | Gothika                                              | Gothika                           | Dr. Miranda Grey             | Söptei Andrea      | Mathieu Kassovitz   |
| 2004 | A Macskanő                                           | Catwoman                          | Patience Phillips / Macskanő | Pikali Gerda       | Pitof               |
| 2005 | Robotok                                              | Robots                            | Patina / Cappy (hangja)      | Liptai Claudia     | Chris Wedge         |
| 2005 | Robotok                                              | Robots                            | Patina / Cappy (hangja)      | Liptai Claudia     | Carlos Saldanha     |
| 2006 | X-Men: Az ellenállás vége                            | X-Men – Tha Last Stand            | Ororo Munroe / Ciklon        | Németh Borbála     | Brett Ratner        |
| 2007 | Vadidegen                                            | Perfect Stranger                  | Rowena Price                 | Pikali Gerda       | James Foley         |
| 2007 | A tűz martaléka                                      | Thing We Lost in the Fire         | Audrey Burke                 | Pikali Gerda       | Susanne Bier        |
| 2010 | Frankie és Alice                                     | Frankie and Alice                 | Frankie / Alice              | Pikali Gerda       | Geoffrey Sax        |
| 2011 | Szilveszter éjjel                                    | New Year's Eve                    | Aimee ápolónő                | Pikali Gerda       | Garry Marshall      |
| 2012 | Sötét hullám                                         | Dark Tide                         | Kate Mathieson               | Pikali Gerda       | John Stockwell      |
| 2012 | Felhőatlasz                                          | Cloud Atlas                       | több szerep                  | Pikali Gerda       | Tom Tykwer          |
| 2012 | Felhőatlasz                                          | Cloud Atlas                       | több szerep                  | Pikali Gerda       | Wachowski testvérek |
| 2013 | Movie 43: Botrányfilm (Felelsz vagy mersz? szegmens) | Movie 43                          | Emily                        | Pikali Gerda       | Peter Farrelly      |
| 2013 | A hívás                                              | The Call                          | Jordan Turner                | Bertalan Ágnes     | Brad Anderson       |
| 2014 | X-Men: Az eljövendő múlt napjai                      | X-Men: Days of Future Past        | Ororo Munroe / Ciklon        | Németh Borbála     | Bryan Singer (3)    |
| 2016 |                                                      | Kevin Hart: What Now?             | önmaga                       |                    | Leslie Small        |
| 2016 | Tim Story                                            | Kevin Hart: What Now?             | önmaga                       |                    |                     |
| 2017 | Gyerekrablók                                         | Kidnap                            | Karla Dyson                  | Pikali Gerda       | Luis Prieto         |
| 2017 | Gyerekrablók                                         | Kidnap                            | Karla Dyson                  | Németh Borbála     | Luis Prieto         |
| 2017 | Kingsman: Az aranykör                                | Kingsman: The Golden Circle       | Gyömbérke (Ginger)           | Pikali Gerda       | Matthew Vaughn      |
| 2017 | Lázadók                                              | Kings                             | Millie Dunbar                | Pikali Gerda       | Deniz Gamze Ergüven |
| 2019 | John Wick: 3. felvonás – Parabellum                  | John Wick: Chapter 3 – Parabellum | Sofia                        | Pikali Gerda       | Chad Stahelski      |
| 2020 | Megsebezve                                           | Bruised                           | Jackie Justice               | Pikali Gerda       | Halle Berry         |
| 2022 | Moonfall                                             | Moonfall                          | Jocinda "Jo" Fowler          | Pikali Gerda       | Roland Emmerich     |
| 2024 | A szervezet                                          | The Union                         | Roxanne                      | Pikali Gerda       | Julian Farino       |
| 2024 | Ne oldozz el!                                        | Never Let Go                      | June                         | Pikali Gerda       | Alexandre Aja       |
| 2026 |                                                      | Crime 101                         |                              |                    | Bart Layton         |

### Televízió

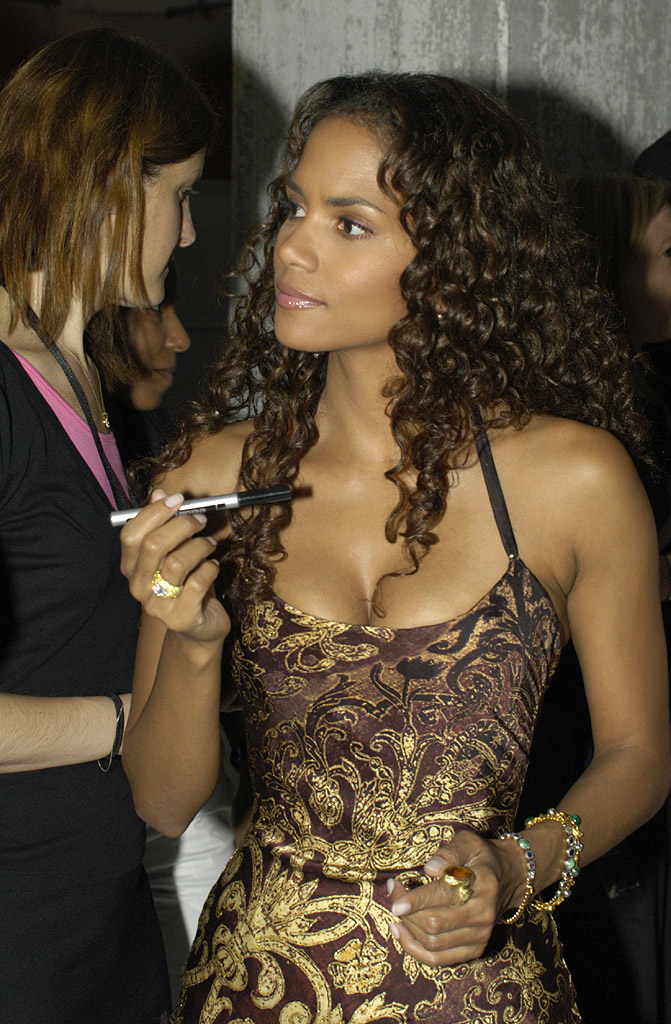
2004-ben Hamburgban

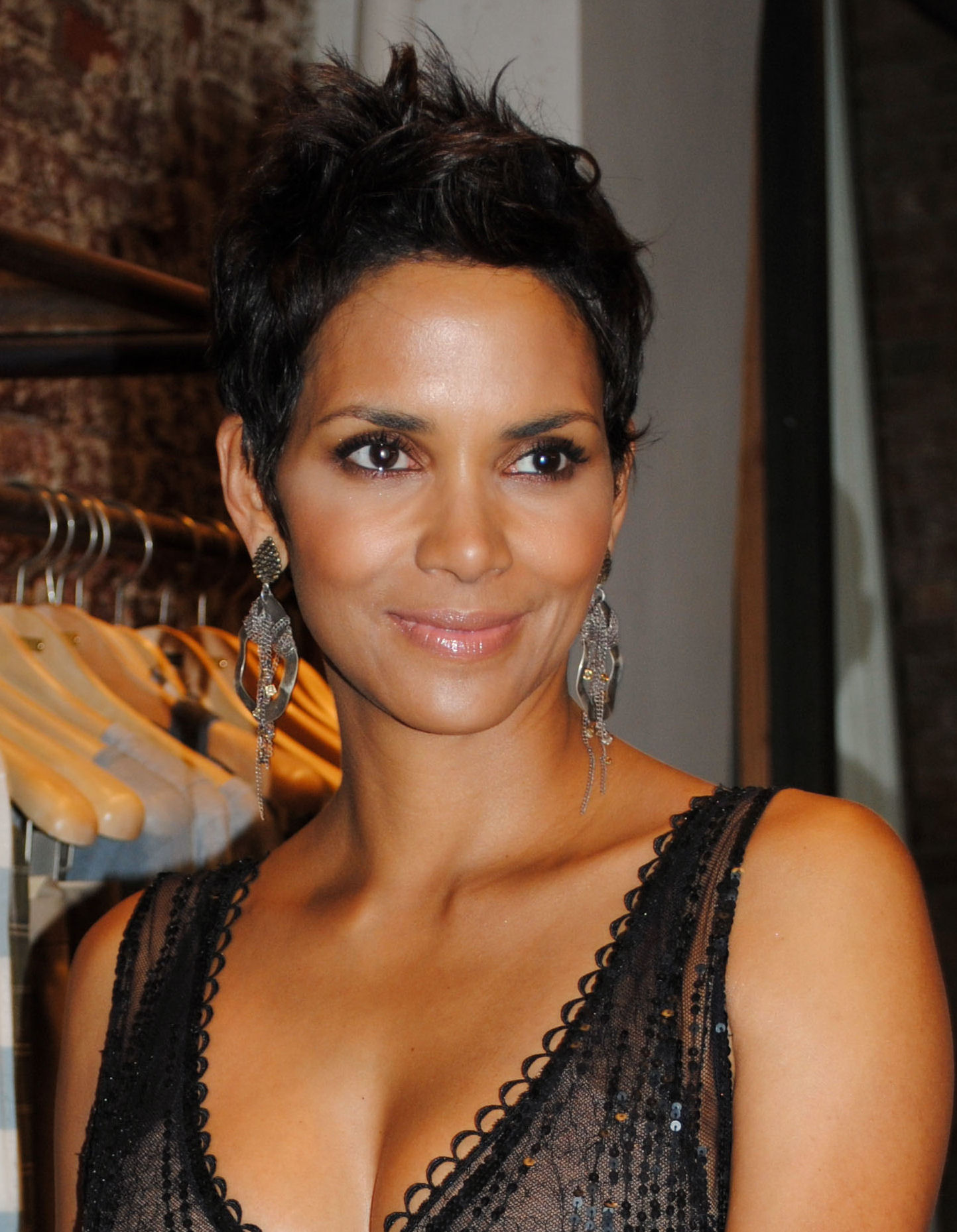
A 2010-es New York-i divathéten

| Év        | Magyar cím                 | Eredeti cím                   | Szerep                       | Megjegyzések                                                   |
| --------- | -------------------------- | ----------------------------- | ---------------------------- | -------------------------------------------------------------- |
| 1989      |                            | Living Dolls                  | Emily Franklin               | 12 epizód                                                      |
| 1991      |                            | Amen                          | Claire                       | 1 epizód                                                       |
| 1991      |                            | A Different World             | Jaclyn                       | 1 epizód                                                       |
| 1991      |                            | They Came from Outer Space    | Rene                         | 1 epizód                                                       |
| 1991      |                            | Knots Landing                 | Debbie Porter                | 6 epizód                                                       |
| 1993      |                            | Alex Haley's Queen            | Queen                        | minisorozat                                                    |
| 1995      | Salamon és Sába királynője | Solomon & Sheba               | Nikhaule / Sába              | - tévéfilm - magyar hangja: - Huszárik Kata                    |
| 1996      |                            | Martin                        | önmaga                       | 1 epizód                                                       |
| 1998      | Az esküvő                  | The Wedding                   | Shelby Coles                 | - minisorozat - magyar hangja: - Kisfalvi Krisztina            |
| 1998      | Frasier – A dumagép        | Frasier                       | Betsy (hangja)               | 1 epizód                                                       |
| 1999      | Fekete csillag             | Introducing Dorothy Dandridge | Dorothy Dandridge            | - tévéfilm - vezető producer - magyar hangja: - Németh Borbála |
| 2005      | Mindörökké szerelem        | Their Eyes Were Watching God  | Janie Crawford               | - tévéfilm - magyar hangja: - Pikali Gerda                     |
| 2014–2015 | A létezés határa           | Extant                        | Molly Woods / Humanich Molly | - főszereplő (26 epizód) - producer                            |
| 2017      |                            | Drop the Mic                  | önmaga                       | 1 epizód                                                       |
| 2021      |                            | American Masters              | önmaga                       | 1 epizód                                                       |
| 2022      |                            | Soul of a Nation              | önmaga                       | 1 epizód                                                       |
| 2022      |                            | Celebrity IOU                 | önmaga                       | 1 epizód                                                       |

## Díjak és jelölések
- 2000 – Emmy-díj – a legjobb színésznő tévéfilmben – Fekete csillag
- 2000 – Golden Globe-díj – a legjobb színésznő tévéfilmben – Fekete csillag
- 2001 – Oscar-díj – a legjobb színésznő – Szörnyek keringője
- 2002 – MTV Movie Awards jelölés – a legjobb női főszereplő
- 2002 – Golden Globe-díj jelölés – a legjobb drámai színésznő – Szörnyek keringője
- 2003 – BAFTA-díj jelölés – a legjobb női főszereplő – Szörnyek keringője
- 2003 – Berlini Nemzetközi Filmfesztivál – a legjobb női főszereplő Szörnyek keringője
- 2005 – Arany Málna díj – a legrosszabb színésznő – A Macskanő
- 2005 – Arany Málna díj jelölés – a legrosszabb páros – A Macskanő
- 2005 – Emmy-díj jelölés – a legjobb színésznő tévéfilmben – Their Eyes Were Watching God
- 2006 – Golden Globe-díj jelölés – a legjobb színésznő tévéfilmben – Their Eyes Were Watching God
- 2011 – Golden Globe-díj jelölés – a legjobb drámai színésznő – Frankie and Alice